# پایگاه هوایی کیلپیاور
پایگاه هوایی کیلپیاور (به انگلیسی: Kilpyavr (air base)) یک فرودگاه نظامی است که یک باند فرود بتن دارد و طول باند آن ۲۵۰۰ متر است. این فرودگاه در شهر مورمانسک کشور روسیه قرار دارد و در ارتفاع ۹۳ متری از سطح دریا واقع شده است.